# EnVision EvAngelene
EnVision EvAngelene è un album registrato e pubblicato nel 1996 dalla band christian metal Mortification.

## Tracce
1. "EnVision EvAngelene" (in 8 parti) (18:49)
i. Musical prelude 1 - Emmaculate Conception
ii. Musical prelude 2 - The Imminent Messiah
iii Persecuted quest
iv. The Words at the Supper
v. Angelic Sufferance
vi. Angelic Resurgance
vii. Frustrated Vision
viii. Please Tarry
2. "Northern Storm" (3.40)
3. "Peace in the Galaxy" (4.49)
4. "Jehovah Nissi" (6.01)
5. "Buried into Obscurity" (3.24)
6. "Chapel of Hope" (4.02)
7. "Noah Was a Knower" (3.33)
8. "Crusade for the King" (5.31)

## Formazione
- Steve Rowe - basso, voce
- Lincoln Bowen - chitarra
- Keith Bannister - batteria